# نیمرود شاپیرا بار-اور
نیمرود شاپیرا بار-اور (به انگلیسی: Nimrod Shapira Bar-Or) (زادهٔ ۲۵ آوریل ۱۹۸۹) شناگر اهل اسرائیل است.